# Vương Tử Trực
Vương Tử Trực (chữ Hán: 王子直, ? – ?), tự Hiếu Chánh, người huyện Đỗ Lăng, quận Kinh Triệu , quan viên, tướng lãnh nhà Bắc Ngụy, nhà Tây Ngụy cuối thời Nam bắc triều.

## Phục vụ nhà Bắc Ngụy
Tử Trực xuất thân trong một gia đình đời đời là hào tộc địa phương; cha là Vương Lâm, làm đến Châu chủ bộ, Đông Ung Châu trưởng sử. Tử Trực tính tiết kiệm, có tài năng; trong niên hiệu Chánh Quang (520 – 525) thời Hiếu Minh đế, Tử Trực được châu vời Chủ bộ, nhưng ông rời nhà làm Phụng triều thỉnh. Sau đó Tử Trực được trừ chức Thái úy phủ Thủy tào hành tham quân, gia hiệu Minh uy tướng quân.
Bấy giờ quân nhà Lương vây Thọ Xuân, Lâm Hoài vương Nguyên Úc soái quân chi viện, Tử Trực được giữ bản quan, làm Tham quân sự cho Úc. Đôi bên giao chiến, Tử Trực chém được viên Quân chủ của Lương là Hạ Hầu Cảnh Siêu, góp phần đẩy lui quân Lương. Sau khi dân chúng Hoài Nam qua cơn binh lửa, tụ họp làm cướp; Úc lệnh cho Tử Trực chiêu dụ họ. Trong vòng tuần trăng, bọn họ đều quay lại làm ăn, từ Hợp Phì về phía bắc, yên ổn như xưa.
Đầu niên hiệu Vĩnh An (528 – 530) thời Hiếu Trang đế, Tử Trực được bái làm Viên ngoại Tán kỵ thường thị, Hồng Lư thiếu khanh. Đầu niên hiệu Phổ Thái (531 – 532) thời Tiết Mẫn đế, Tử Trực được tiến làm Hậu quân tướng quân, Thái trung đại phu. Hạ Bạt Nhạc vào Quan Trung, lấy Tử Trực làm Khai phủ Chủ bộ, thăng Hành đài lang trung. Hiếu Vũ đế chạy sang Trường An, Tử Trực được phong Sơn Bắc huyện nam, thực ấp 200 hộ.

## Phục vụ nhà Tây Ngụy
Đầu niên hiệu Đại Thống (535 – 551) thời Tây Ngụy Văn đế, bộ lạc Hung Nô là Hán Sí Đồ Các đóng binh ở Nam Sơn, cùng bộ lạc Lũng Đông Đồ Các kết làm răng môi. Quyền thần Vũ Văn Thái lệnh cho Tử Trực soái 5000 bộ kỵ của Kính Châu đánh dẹp; ông phá được, bình xong Nam Sơn. Vũ Văn Thái khen ngợi, ban thư thăm hỏi; Tử Trực được trừ chức Thượng thư tả ngoại binh lang trung. Năm thứ 3 (537), Tử Trực được tiến hiệu Xa kỵ tướng quân, kiêm Trung thư xá nhân.
Năm thứ 4 (538), Tử Trực theo Vũ Văn Thái giải vây Lạc Dương, tham gia trận Hà Kiều, được kiêm Thượng thư tả thừa, ra làm Tần Châu tổng quản phủ Tư mã. Bấy giờ Lương Châu thứ sử Vũ Văn Trọng Hòa chiếm châu nổi loạn, Tử Trực theo Lũng Hữu đại đô đốc Độc Cô Tín đánh dẹp hắn ta. Sau đó Tử Trực được trở về triều làm Đại hành đài lang trung, kiêm Thừa tướng phủ Ký thất. Người Thổ Dục Hồn cướp Tây Bình, triều đình lấy Tử Trực kiêm Thượng thư Binh bộ Lang trung, ra Lũng Hữu kinh lược bọn chúng; ông phá địch ở Trường Ninh xuyên, người Thổ Dục Hồn bỏ trốn.
Năm thứ 15 (549), Tử Trực được tiến hiệu Xa kỵ tướng quân, Tả quang lộc đại phu, trừ vị Thái tử trung thứ tử, lĩnh chức Tề vương hữu; sau đó được làm Hành Phùng Dực quận sự. Năm thứ 16 (550), Tề vương Nguyên Khuếch ra làm Mục Tần Lũng, triều đình lại lấy Tử Trực làm Tần Châu biệt giá, vẫn lĩnh chức Vương hữu. Tây Ngụy mới giành được 2 quận Tùy, An Lục của nhà Lương, Tử Trực được thụ chức An Châu trưởng sử, vẫn lĩnh chức biệt giá, gia hiệu Soái đô đốc; sau đó được chuyển làm Tinh Châu trưởng sử.
Năm đầu tiên thời Tây Ngụy Phế đế (552), Tử Trực được bái làm Sứ trì tiết, Đại đô đốc, Hành Qua Châu sự. Tử Trực tính thanh tĩnh, chuyên lấy đức chánh để giáo hóa dân, khiến miền tây vui vẻ quy thuận. Năm đầu tiên thời Tây Ngụy Cung đế (554), Tử Trực được trưng bái làm Hoàng môn thị lang.
Tử Trực mất khi đang ở chức, không rõ khi nào. Con trai là Vương Tuyên Lễ, làm đến Trụ quốc phủ tham quân sự.